# Piotr Giza
Piotr Giza (Krakau, 28 februari 1980) is een Poolse profvoetballer.

## Clubcarrière
Giza is een middenvelder die aanvankelijk in de lagere Poolse afdelingen actief was bij Kabel Kraków en Świt Krzeszowice. Hij werd tijdens het seizoen 2002-2003 getransfereerd naar Cracovia Kraków. In het seizoen 2007-2008 werd Giza uitgeleend aan Legia Warschau. Giza maakte zijn debuut in de Ekstraklasa op 30 juli 2004 tegen Zagłębie Lubin.

## Interlandcarrière
Hij speelde zijn eerste interland voor Polen op 27 april 2005 tegen Mexico. Hij maakte ietwat verrassend deel uit van de selectie voor het WK voetbal 2006, maar hij kwam er niet aan spelen toe. Hij speelde in totaal vijf interlands gedurende zijn carrière, waarin hij niet tot scoren kwam.

## Statistieken

### Carrière
| seizoen                 | club                    | land                    | competitie  | duels | goals |
| ----------------------- | ----------------------- | ----------------------- | ----------- | ----- | ----- |
| 1996-1997               | Kabel Kraków            | Polen                   |             |       |       |
| 1997-1998               | Kabel Kraków            | Polen                   |             |       |       |
| 1998-1999               | Kabel Kraków            | Polen                   |             |       |       |
| 1999-2000               | Kabel Kraków            | Polen                   |             |       |       |
| 1999-2000               | Świt Krzeszowice        | Polen                   |             |       |       |
| 2000-2001               | Świt Krzeszowice        | Polen                   |             |       |       |
| 2001-2002               | Świt Krzeszowice        | Polen                   |             |       |       |
| 2002-2003               | Cracovia Kraków         | Polen                   | Ekstraklasa |       |       |
| 2003-2004               | Cracovia Kraków         | Polen                   | Ekstraklasa | 31    | 6     |
| 2004-2005               | Cracovia Kraków         | Polen                   | Ekstraklasa | 26    | 5     |
| 2005-2006               | Cracovia Kraków         | Polen                   | Ekstraklasa | 24    | 4     |
| 2006-2007               | Cracovia Kraków         | Polen                   | Ekstraklasa | 29    | 7     |
| 2007-2008               | Legia Warschau          | Polen                   | Ekstraklasa | 24    | 3     |
| 2008-2009               | Legia Warschau          | Polen                   | Ekstraklasa | 22    | 5     |
| 2009-2010               | Legia Warschau          | Polen                   | Ekstraklasa | 19    | 0     |
| 2010-2011               | Legia Warschau          | Polen                   | Ekstraklasa | 1     | 0     |
| 2010-2011               | Cracovia Kraków         | Polen                   | Ekstraklasa |       |       |
| Bijgewerkt 2 maart 2011 | Bijgewerkt 2 maart 2011 | Bijgewerkt 2 maart 2011 | Totaal      |       |       |

### Erelijst
' Legia Warschau
- Pools bekerwinnaar

2008

### Interlands
| WK-statistieken              | Club            | Positie      | W |   |   | Goal | A |   |   |   |
| ---------------------------- | --------------- | ------------ | - | - | - | ---- | - | - | - | - |
| Polen op het WK voetbal 2006 | Cracovia Kraków | Middenvelder | 0 | 0 | 0 | 0    | 0 | 0 | 0 | 0 |